# 2003年バレーボール女子北中米選手権
2003年バレーボール女子北中米選手権は、ドミニカ共和国で開催された第18回バレーボール北中米選手権女子大会。
アメリカが2大会連続4回目の優勝を飾った。上位2か国であるアメリカとキューバは2003年バレーボールワールドカップの出場権を獲得。

## 最終結果
| 順位 | 国             |
| ---- | -------------- |
| 1    | アメリカ合衆国 |
| 2    | キューバ       |
| 3    | ドミニカ共和国 |
| 4    | カナダ         |
| 5    | プエルトリコ   |
| 6    | コスタリカ     |